# Mehdi Naghmi
Mehdi Neghmi, né le 21 octobre 1988 à Kasba Tadla (Maroc) est un footballeur marocain évoluant dans le club du Mouloudia Club d'Oujda. Il joue au poste d'attaquant.

## Carrière
- 2009 - 2010  FAR de Rabat
- 2010 - 2011  Jeunesse sportive de Kasbat Tadla
- 2011 - 2017  FAR de Rabat
- 2017 - 2019  IR Tanger
- 2019 -  Mouloudia Club d'Oujda[2]

## Palmarès

### En club
Ittihad de Tanger
- Championnat du Maroc
  - Vainqueur : 2018